# IUCN-Kategorien für Schutzgebiete
Die IUCN-Kategorien für Schutzgebiete (englisch IUCN protected area categories) sind ein System der IUCN (International Union for Conservation of Nature and Natural Resources) zur Klassifizierung von Schutzgebieten nach den Kriterien Schutzziele, Schutzmaßnahmen und Gebietsmanagement. Das System der IUCN-Kategorien ist die internationale Referenz für die vielfältigen Klassifizierungen von Schutzgebieten.

## Geschichte
Die 1948 gegründete Nichtregierungsorganisation IUCN richtete ein Komitee für Nationalparks ein, aus dem eine Kommission und nach weiteren Umbenennungen 1996 die  World Commission on Protected Areas (WCPA) hervorging. Die Kommission stellte 1962 auf der ersten Weltkonferenz über Nationalparks in Seattle Richtlinien für die Einrichtung von Nationalparks und vergleichbaren Schutzgebieten vor. In der Folgezeit wurden die Kriterien mehrmals geändert. Das heutige System wurde 1978 eingeführt und 1994 überarbeitet.
Das System der IUCN-Kategorien wird weltweit bei der Planung und der Ausgestaltung neuer Schutzgebiete angewendet oder zumindest als Maßstab beachtet, ebenso bei der Definition von Schutzklassen im Umweltrecht. In der UN List of Protected Areas (letzte Ausgabe 2018) und der World Database on Protected Areas (wird monatlich aktualisiert) wird die IUCN-Kategorie des jeweiligen Schutzgebiets angegeben.

## Die IUCN-Kategorien
Referenz:
- Kategorie Ia – strenges Naturreservat (strict nature reserve)
Für Schutz und Erhalt der biologischen Vielfalt und ggf. auch der geologischen/geomorphologischen Merkmale streng geschütztes Gebiet, in dem zur Sicherung der Naturschutzwerte das Betreten, die Nutzung und Eingriffe durch den Menschen streng kontrolliert und stark eingeschränkt sind
- Kategorie Ib – Wildnisgebiet (wilderness area)
In der Regel ausgedehnte ursprüngliche oder nur leicht veränderte Gebiete ohne dauerhafte oder bedeutende Siedlungen, die ihren natürlichen Charakter und Einfluss bewahrt haben und deren Schutz und Management dazu dient, den natürlichen Zustand zu erhalten
- Kategorie II – Nationalpark (national park)
Großflächige natürliche oder naturnahe Gebiete mit charakteristischen Arten und Ökosystemen, die großräumige ökologische Prozesse schützen und auch umwelt- und kulturverträgliche spirituelle, wissenschaftliche und pädagogische sowie Freizeit- und Besuchsmöglichkeiten bieten
- Kategorie III – Naturdenkmal oder -erscheinung (natural monument or feature)
Gebiete, die zum Schutz eines bestimmten Naturdenkmals ausgewiesen sind, z. B. einer Landschaftsform, eines Tiefseebergs, einer Meeresgrotte, eines geologischen Merkmals wie einer Höhle oder einer lebenden Erscheinung wie einem alten Hain
- Kategorie IV – Biotop-/Artenschutzgebiet mit Management (habitat/species management area)
Gebiete zum Schutz bestimmter Arten oder Lebensräume, in denen das Management diese Priorität widerspiegelt. In vielen werden regelmäßige, aktive Eingriffe erforderlich sein, um die Anforderungen bestimmter Arten oder Lebensräume zu erfüllen, dies ist jedoch keine Voraussetzung für diese Kategorie
- Kategorie V – geschützte Landschaft/geschütztes Meeresgebiet (protected landscape or seascape)
Wo die Interaktion von Mensch und Natur im Laufe der Zeit einen besonderen Charakter von erheblichem ökologischen, biologischen, kulturellen und landschaftlichen Wert hervorgebracht hat und wo die Wahrung der Integrität dieser Interaktion für den Schutz und die Erhaltung des Gebiets und des damit verbundenen Naturschutzes und anderer Werte entscheidend ist
- Kategorie VI – Schutzgebiet mit nachhaltiger Nutzung der natürlichen Ressourcen (protected area with sustainable use of natural resources)
Gebiete, die Ökosysteme samt der damit verbundenen kulturellen Werte und traditionellen Managementsysteme für natürliche Ressourcen erhalten. Meist groß, in überwiegend natürlichem Zustand und mit einem Teil unter nachhaltiger Bewirtschaftung der natürlichen Ressourcen, wobei eine in geringem Umfang betriebene nicht-industrielle und mit dem Naturschutz vereinbare Nutzung der natürlichen Ressourcen als eines der Hauptziele angesehen wird

## Prinzip des Kategoriensystems
Das System soll keine Bewertungsskala in dem Sinne sein, dass Kategorie I wertvoller wäre als Kategorie II usw. Es klassifiziert Gebiete im Blick auf die Ziele und die Art des Schutzgebietsmanagements. Eine grobe Korrelation besteht zwischen IUCN-Kategorie und Naturnähe. Es gibt jedoch Ausnahmen. Beispielsweise ist die Kategorie VI In Estland eine wesentlich strengere Schutzklasse als Kategorie II. Das liegt daran, dass der Fokus des estnischen Naturschutzrechts – dem europäischen Natura-2000-Gedanken folgend – auf Wiederherstellung der Biodiversität liegt, während die Nationalparks (Kategorie II) in Estland als Erholungsgebiete im Sinne eines Naturparks gelten.
Die letzteren beiden Klassen entsprechen nicht mehr dem Naturschutzgedanken im klassischen Sinne (Wildnisgedanke), sondern einem moderneren Biosphärengedanken, also Gebieten, in denen Ressourcenschonung als Habitat des Menschen zusammen mit der „restlichen“ Natur im Vordergrund steht. Hier werden insbesondere anthropogen geprägte Landschaften als Ökosystem einbezogen, die als Kulturlandschaften umrissen sind. Außerdem fallen darunter Schutzgebiete, die im deutschsprachigen Raum unter Umweltschutz fallen (Schutz der Natur mit der Intention, Interessen des Menschen zu wahren), und ähnliche Schutzgebiete. Diese Trennung ist mit der zeitgenössischen Erkenntnis, dass Naturwerte, etwa die Erholungsfunktion, ebenfalls grundlegendes Interesse des Menschen darstellen, hinfällig geworden.
Die Klasse II (National Park) sorgt international für gewisse Verwirrung, sie entstammt dem US-amerikanischen Nationalpark-Konzept, trifft aber keinerlei Aussagen über den „nationalen“ Charakter eines Schutzgebiets. Daher sind in vielen Ländern die Nationalparks – als Schutzgebiete nationaler Bedeutung – nicht in Kategorie II klassierbar. Typisches Beispiel ist der Schweizer Nationalpark, der nach IUCN Ia als Strenges Naturreservat klassiert ist.

## Statistik
In der World Database on Protected Areas (WDPA) verteilten sich die erfassten Schutzgebiete im Dezember 2023 wie folgt auf die IUCN-Kategorien:
- Kategorie Ia:   14.830
- Kategorie Ib: 294.609
- Kategorie II:      6.525
- Kategorie III:   31.486
- Kategorie IV:   88.772
- Kategorie V:    50.698
- Kategorie VI:     8.249

In der Datenbank waren zum selben Zeitpunkt außerdem vorhanden:
- 45.252 Schutzgebiete mit der Kennzeichnung not reported (die IUCN-Kategorie wurde nicht gemeldet)
- 49.641 Schutzgebiete  mit der Kennzeichnung not assigned (keine IUCN-Kategorie zugewiesen)
- 1.684 Schutzgebiete mit der Kennzeichnung not applicable (IUCN-Kategorie nicht anwendbar)